# Uroderma bilobatum
Uroderma bilobatum е вид бозайник от семейство Phyllostomidae.

## Разпространение
Видът е разпространен в низинните гори на Централна и Южна Америка.